# Новоселки (городской округ Подольск)
Новоселки — деревня в Подольском районе Московской области России. Входит в состав сельского поселения Лаговское (до середины 2000-х — Сынковский сельский округ).

## Население
Согласно Всероссийской переписи, в 2002 году в деревне проживало 22 человека (15 мужчин и 7 женщин). По данным на 2005 год в деревне проживал 21 человек.

## Расположение

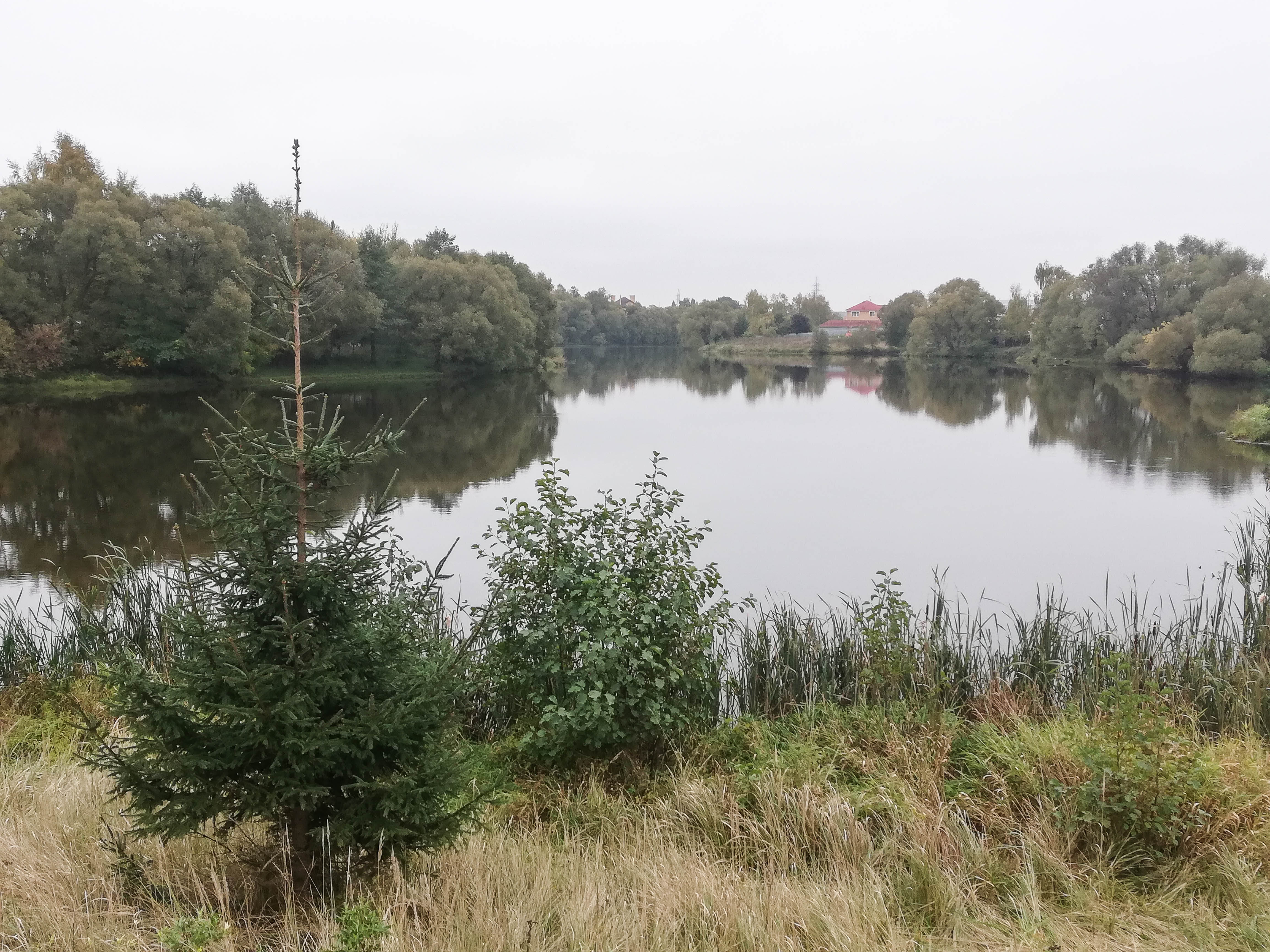
Пруд Рогожа (Слащевский пруд)

Деревня Новоселки расположена примерно в 11 км к югу от центра города Подольска около развязки Симферопольского шоссе и Московского малого кольца. Ближайшие населённые пункты — деревни Слащево и Новогородово. Через деревню протекает река Рогожка, на которой устроен большой пруд.